# Dwór w Groblach
Dwór w Groblach – zabytkowy dwór we wsi Groble (województwo dolnośląskie), w Polsce, w powiecie legnickim, w gminie Chojnów.

## Opis
Piętrowy dwór wybudowany w 1880 na planie kwadratu. Do obiektu prowadzą schody; nad wejściem do dworu balkon podtrzymywany przez dwie kolumny. Fasada piętra dzielona pilastrami.